# 14 maggio
Il 14 maggio è il 134º giorno del calendario gregoriano (il 135º negli anni bisestili). Mancano 231 giorni alla fine dell'anno.

## Eventi
- 1264 – Battaglia di Lewes: Enrico III d'Inghilterra viene catturato in Francia, rendendo Simone V di Montfort il governatore de facto dell'Inghilterra;
- 1483 – Incoronazione di Carlo VIII di Francia;
- 1509 – Battaglia di Agnadello: nell'Italia settentrionale, le forze francesi sconfiggono i veneziani;
- 1610 – Luigi XIII diventa re di Francia: il suo regno durerà esattamente 33 anni fino alla morte sopraggiunta il 14 maggio 1643;
- 1643 – A soli quattro anni, Luigi XIV succede a suo padre diventando re di Francia: il suo regno sarà il più lungo di ogni sovrano di tutti i tempi (di cui la durata è attestata con sicurezza);
- 1706 – Ha inizio l'Assedio di Torino;
- 1787 – Filadelfia: i delegati iniziano a riunirsi per scrivere una nuova costituzione per gli Stati Uniti d'America;
- 1796 – Edward Jenner somministra la prima vaccinazione anti-vaiolo;
- 1801 – Libia: il pascià Yusuf Karamanli fa ammainare la bandiera del consolato statunitense a Tripoli;
- 1804 – La Spedizione di Lewis e Clark parte da Camp Dubois e comincia il suo storico viaggio di risalita del fiume Missouri;
- 1832 – In un concerto a Londra, il compositore tedesco Felix Mendelssohn esegue per la prima volta in pubblico le sue composizioni Le Ebridi e Sogno di una notte di mezza estate dirigendo personalmente d'orchestra;
- 1836 – Trattati di Velasco: il Messico riconosce l'indipendenza al Texas;
- 1870 – Viene giocata la prima partita di rugby in Nuova Zelanda, a Nelson, tra il Nelson College e il Nelson Rugby Football Club;
- 1900 – Si aprono a Parigi i Giochi della II Olimpiade;
- 1913 – Il governatore di New York, William Sulzer, approva lo statuto della Fondazione Rockefeller, che inizia a operare con una donazione da $100.000.000 da parte di John D. Rockefeller;
- 1914 – Inizia l'Olocausto ellenico, secondo un documento ufficiale inviato da Talaat Bey (ministro degli interni) al prefetto di Smyrna;
- 1926 – Il dirigibile Norge completa la trasvolata transartica, giungendo a Teller, in Alaska;
- 1927 – Varo del Cap Arcona dai cantieri Blohm und Voss di Amburgo;
- 1931 – Al Teatro Comunale di Bologna, Arturo Toscanini viene preso a schiaffi da un gruppo di fascisti per essersi rifiutato di suonare Giovinezza, l'inno fascista;
- 1935 –  Le Filippine ratificano un accordo di indipendenza;
- 1939 – All'età di 5 anni, Lina Medina diventa la più giovane madre nella storia della medicina;
- 1940 – Seconda guerra mondiale: i Paesi Bassi si arrendono alla Germania nazista, ma poco dopo la Luftwaffe bombarda ugualmente Rotterdam;
- 1948 – Israele si dichiara Stato indipendente e viene istituito un governo provvisorio;
- 1955 – Guerra fredda: otto nazioni del Blocco comunista, compresa l'Unione Sovietica, firmano un trattato di mutua difesa chiamato Patto di Varsavia;
- 1961 – Movimento americano per i diritti civili: il bus dei Freedom Riders viene incendiato vicino ad Anniston (Alabama) e i dimostranti per i diritti civili vengono picchiati dalla folla inferocita;
- 1964 – Egitto: si concludono i lavori per la costruzione della Diga di Assuan (che verrà inaugurata il 15 gennaio 1971);
- 1970 – In Germania Ovest viene fondata la Rote Armee Fraktion;
- 1973 – Viene lanciata Skylab, la prima stazione spaziale degli USA;
- 1977 – A Milano, durante le manifestazioni di protesta in seguito all'uccisione di Giorgiana Masi del 12 maggio, un gruppo di autonomi apre il fuoco sulle forze dell'ordine, ferendo gravemente il vicebrigadiere di Pubblica Sicurezza Antonio Custra che morirà il giorno dopo;
- 1987 – Johnny Chan, vincendo le World Series of Poker, è campione del mondo di poker[1]; si ripeterà anche l'anno successivo;
- 1991 – In Sudafrica, Winnie Mandela, moglie del leader anti-apartheid Nelson Mandela, viene arrestata con l'accusa di complicità nel rapimento di quattro giovani;
- 1995
  - Tenzin Gyatso, il quattordicesimo Dalai Lama, proclama Gedhun Choekyi Nyima (6 anni) come l'undicesima reincarnazione del Panchen Lama;
  - Carlos Saúl Menem viene rieletto presidente della Repubblica Argentina;
- 1997 – Le compagnie aeree Air Canada, Lufthansa, SAS, Thai Airways International e United Airlines formano la Star Alliance;
- 2003 – Iraq: ad Al-Hilla si rinvengono i resti delle vittime della Strage di Hilla, perpetrata dal regime di Saddam Hussein;
- 2004
  - Dopoguerra iracheno: Muqtada al-Sadr dichiara il jihād contro le truppe della coalizione;
  - Viene messa in circolazione la prima moneta commemorativa da 2 euro: la Grecia dedica la moneta alle Olimpiadi di Atene;
- 2018 – Viene inaugurata l'ambasciata statunitense a Gerusalemme; degli scontri a Gaza organizzati in segno di protesta, provocano la morte di 55 palestinesi.

## Nati
Ci sono circa 1 140 voci su persone nate il 14 maggio; vedi la pagina Nati il 14 maggio per un elenco descrittivo o la categoria Nati il 14 maggio per un indice alfabetico.

## Morti
Ci sono circa 460 voci su persone morte il 14 maggio; vedi la pagina Morti il 14 maggio per un elenco descrittivo o la categoria Morti il 14 maggio per un indice alfabetico.

## Feste e ricorrenze

### Civili
Nazionali:
- Paraguay – Giorno della bandiera

### Religiose
Cristianesimo:
- San Mattia apostolo
- Sant'Abruncolo di Langres, vescovo
- Sant'Ampelio eremita
- San Cartaco di Lismore, vescovo e abate
- San Costanzo di Capri, vescovo
- San Costanzo di Vercelli, vescovo
- Sant'Eremberto di Tolosa, vescovo
- Santi Felice e Fortunato, martiri di Aquileia
- San Gallo I di Clermont, vescovo
- Sante Giusta ed Enedina, martiri
- Sant'Isidoro di Chio, martire
- Santa Maria Domenica Mazzarello, vergine
- San Massimo, martire
- San Michel Garicoïts, fondatore dei Padri betharramiti
- San Ponzio di Cimiez, martire
- San Ponzio di Pradleves, martire
- Santa Théodore Guérin, fondatrice delle Suore della Provvidenza
- Santi Vittore e Corona, martiri
- San Nikita di Pečers'k, vescovo di Novgorod (Chiesa ortodossa russa)
- Beato Carlo Jeong Cheol-sang, martire
- Beato Diego da Narbona, mercedario
- Beato Egidio di Santarem (da Vouzela), religioso